# Coyviller
Coyviller ist eine französische Gemeinde mit 156 Einwohnern (Stand: 1. Januar 2022) im Département Meurthe-et-Moselle in der Region Grand Est (bis 2015 Lothringen). Sie gehört zum Arrondissement Nancy und zum Kanton Jarville-la-Malgrange. 

## Geografie
Coyviller liegt etwa 17 Kilometer südsüdöstlich von Nancy. Umgeben wird Coyviller von den Nachbargemeinden Manoncourt-en-Vermois im Nordwesten und Norden, Saint-Nicolas-de-Port im Norden, Rosières-aux-Salines im Osten, Tonnoy im Süden und Südwesten sowie Burthecourt-aux-Chênes im Südwesten und Westen.

## Bevölkerungsentwicklung
| Jahr                       | 1962 | 1968 | 1975 | 1982 | 1990 | 1999 | 2006 | 2019 |
| Einwohner                  | 104  | 103  | 88   | 120  | 127  | 130  | 125  | 149  |
| Quellen: Cassini und INSEE |      |      |      |      |      |      |      |      |

## Sehenswürdigkeiten
- Kirche Saint-Nicolas aus dem 18. Jahrhundert

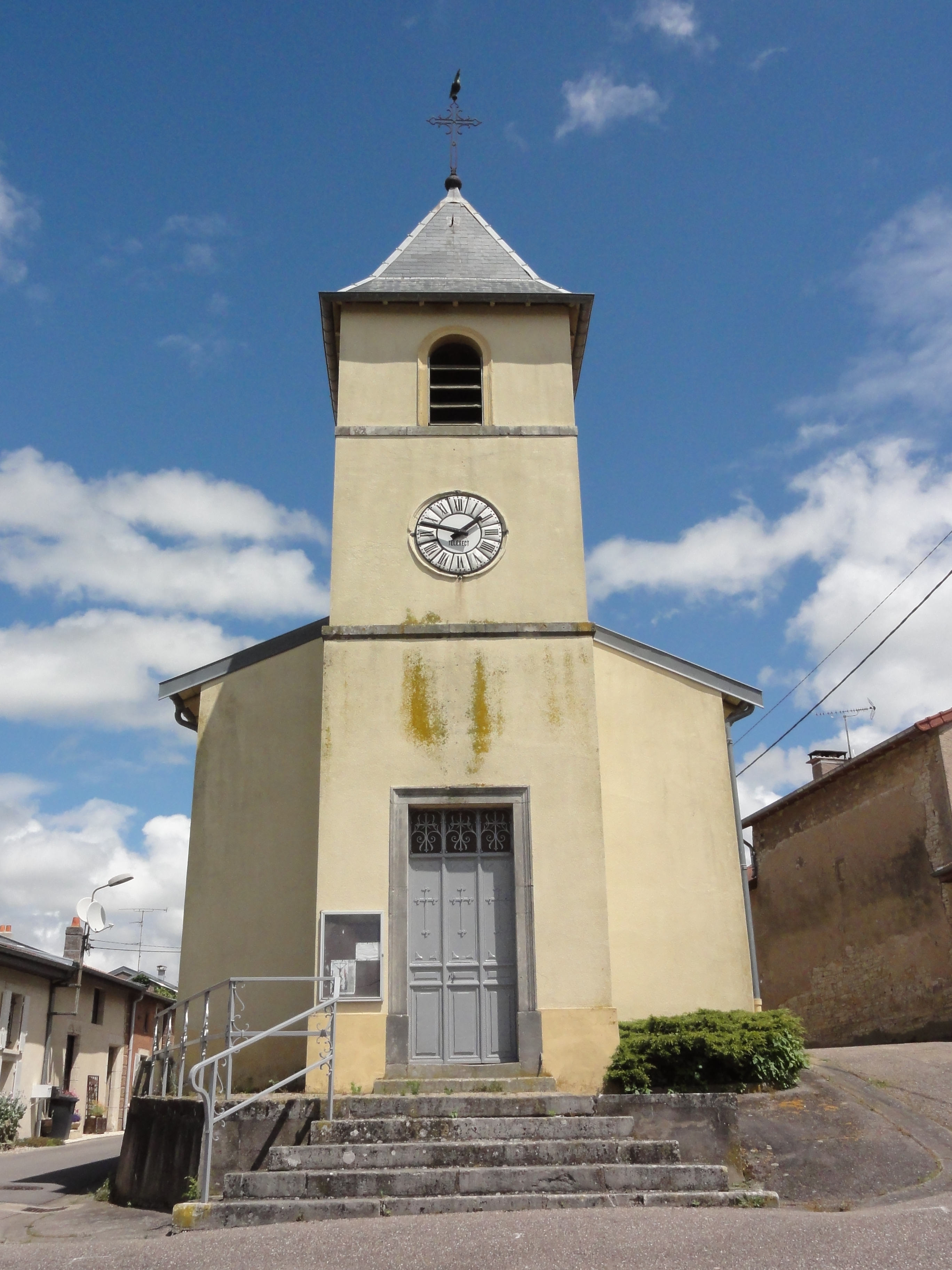
Kirche Saint-Nicolas